# Adolphe Jaime

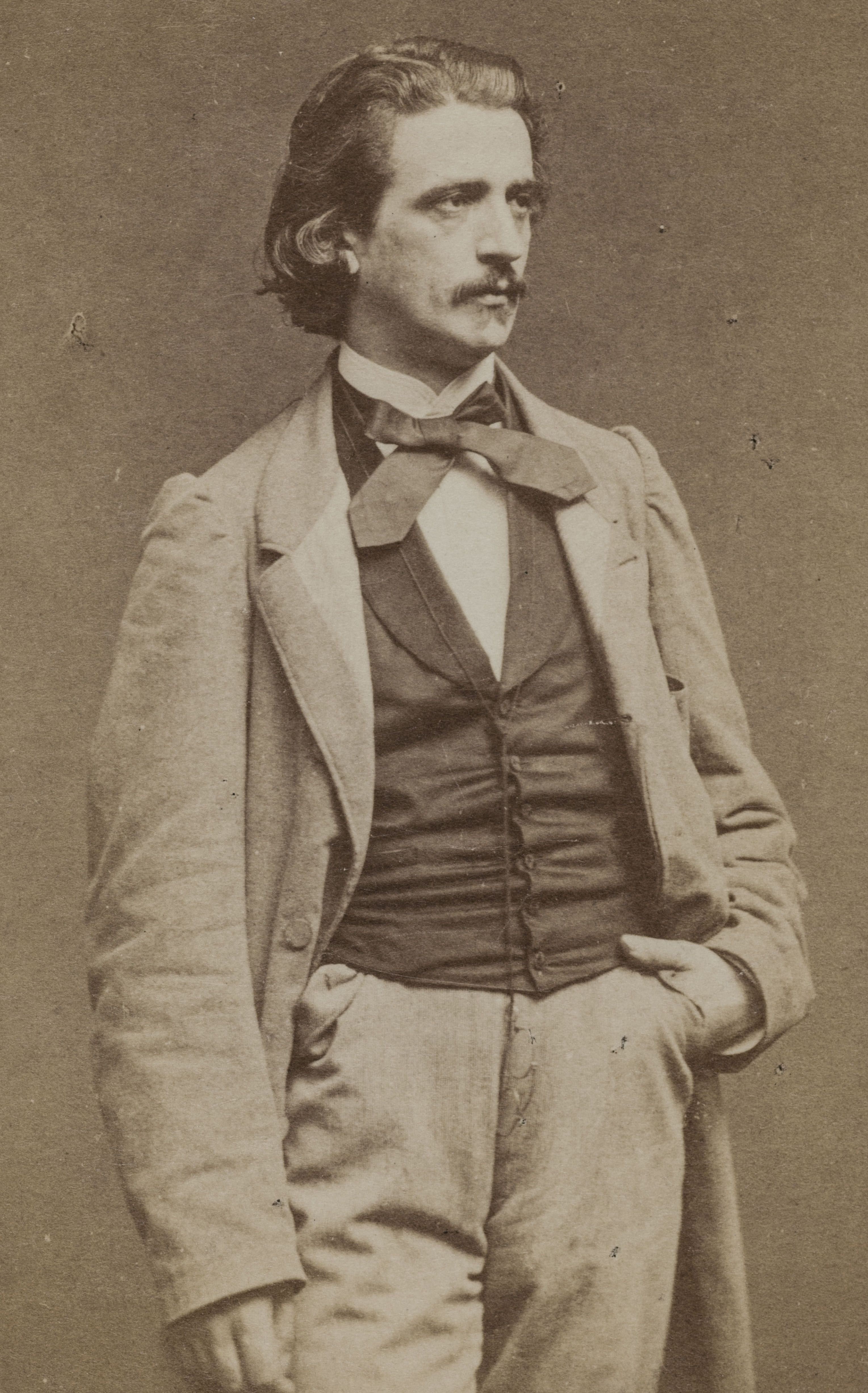
Adolphe Jaime

Adolphe Jaime, eigentlich Louis-Adolphe Gem (auch Jaime fils; * 29. März 1825 in Paris; † 4. März 1901 in Asnières-sur-Seine), war ein französischer Dramatiker und Librettist.

## Leben
Über Adolphe Jaimes Leben ist kaum etwas bekannt. Er war der Sohn von Ernest Jaime (1804–1884), der ebenfalls als Dramatiker tätig war. In der zweiten Hälfte des 19. Jahrhunderts verfasste er, zumeist gemeinsam mit anderen Autoren, zahlreiche Vaudevilles und Libretti zu Operetten, unter anderem für Jacques Offenbach, Léo Delibes und Johann Strauss (Sohn).

## Werke

### Libretti
- Les vivandières de la grande-armée. Operette in einem Akt von Jacques Offenbach, 1856
- Croquefer, ou Le dernier des paladins. Operette in einem Akt von Jacques Offenbach, 1857 (zusammen mit Étienne Tréfeu)
- Une demoiselle en loterie. Operette in einem Akt von Jacques Offenbach, 1857 (zusammen mit Hector Crémieux)
- Maître Griffard. Operette von Léo Delibes, 1857
- Dragonette. Operette in einem Akt von Jacques Offenbach, 1857 (zusammen mit Eugène Mestépès)
- Geneviève de Brabant. Operette in zwei Akten von Jacques Offenbach, 1859 (zusammen mit Étienne Tréfeu)
- Le petit Faust. Operette in vier Akten von Hervé, 1869 (zusammen mit Hector Crémieux)
- Les turcs. Operette von Hervé, 1869
- La cour du roi Pétaud. Musik von Léo Delibes, 1869
- La timbale d’argent. Operette in drei Akten von Léon Vasseur, 1872 (zusammen mit Jules Noriac)
- La reine Indigo (= Indigo und die 40 Räuber). Operette von Johann Strauss (Sohn), 1875 (zusammen mit Richard Genée)

### Vaudevilles
- Le diable à quatre. Vaudeville in drei Akten, 1845 (zusammen mit Michel Delaporte)
- Le parapluie d’Oscar. Vaudeville in einem Akt, 1856
  - Oskar’s Regenschirm. Schwank in einem Akt. Frei nach dem Französischen von Emilius [= Emilie Hüni]. Hayn, Berlin 1858.
- La bonne aux camélias. Vaudeville in einem Akt, 1867 (zusammen mit Hector Crémieux)
- Coquin de printemps. Vaudeville, 1888 (zusammen mit Georges Duval)